# Fairbanks-Morse

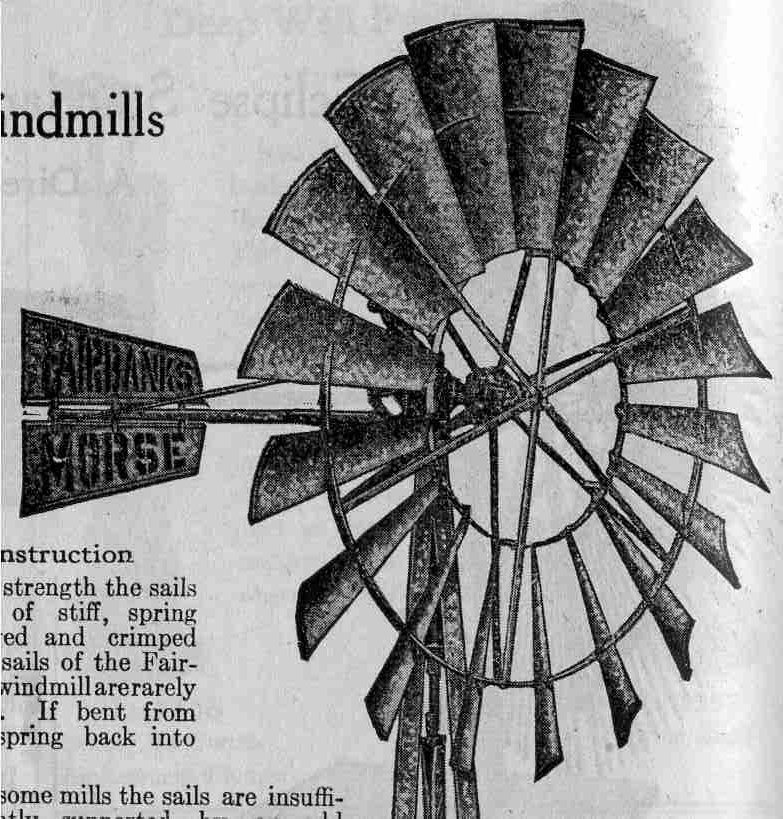
Вітряк Фербенкса-Морса

«Фейрбенкс-Морзе» (англ. Fairbanks-Morse), повністю (англ. Fairbanks Morse and Company) — американська машинобудівна та двигунобудівна компанія, заснована у 1823 році в Сент-Джонсбері, штат Вермонт. Спочатку спеціалізувалася на виробництві ваг, а згодом диверсифікувала виробництво насосів, двигунів, вітряків, кавомолок, радіоприймачів, сільськогосподарських тракторів, комбікормових заводів, локомотивів та промислових товарів, доки не була придбана компанією Penn Texas у 1958 році.
Існувало три окремі юридичні компанії, які можна вважати правонаступниками компанії, але жодна з них не є повним і прямим нащадком первісної компанії. Усі вони претендують на спадщину Fairbanks Morse and Company:
- Fairbanks Scales — приватна компанія в Канзас-Сіті, штат Міссурі, яка виробляє ваги.
- Fairbanks Morse Defense, дочірня компанія Arcline Investment Management — компанія, що базується в місті Белойт, штат Вісконсин, яка виробляє та обслуговує двигуни.
- Fairbanks Nijhuis є частиною Pentair Water в Канзас-Сіті, штат Канзас, і виробляє насоси.

Під час Першої світової війни компанія на замовлення поставила 60 морських двигунів потужністю 30 к.с. на британські рибальські судна для заманювання німецьких підводних човнів у межі досяжності їхніх 6-дюймових гармат. 
У 1939 році компанія Fairbanks-Morse розробила морський двигун з незвичною конструкцією протилежно розташованого поршня, схожою на серію німецьких авіаційних дизелів Junkers. 
Найпоширенішим варіантом для підводних човнів до 1990-х років був двигун виробництва компанії 38D 8-1/8, що мав від 4 до 12 циліндрів. Цей двигун поставлявся ВМС США у великій кількості, часто для використання на підводних човнах флоту, які використовували 9- або 10-циліндрові версії як головні двигуни у Другій світовій війні. Коли інноваційні, але несправні «млинцеві» двигуни EMD 16-338 ПЧ типу «Тенг» виявилися непрацездатними, їх замінили на двигуни Fairbanks-Morse часів Другої світової війни, і вони залишалися стандартними на американських дизельних підводних човнах до початку 1960-х. Ці та інші двигуни Fairbanks-Morse також використовувалися як резервне живлення на американських атомних підводних човнах типу «Сівулф» у 1990-х роках. Fairbanks-Morse посідала 60-те місце серед корпорацій США за вартістю контрактів на військове виробництво за роки Другої світової війни.
ВМС США майже безперервно з 1938 року експлуатує дизелі Fairbanks-Morse на підводних човнах. Вони є на атомних підводних човнах ВМС США типів «Лос-Анджелес», «Сівулф» та «Огайо». Використовуються також на десантних транспортах-доках типу «Відбі Айленд» та «Сан-Антоніо».